# Kanadische Unterhauswahl 1972
- NDP: 31
- Lib: 109
- Unabh.: 2
- PC: 107
- SoCred: 15

Die 29. kanadische Unterhauswahl (englisch 29th Canadian General Election, französisch 29e élection fédérale canadienne) fand am 30. Oktober 1972 statt. Gewählt wurden 264 Abgeordnete des kanadischen Unterhauses (engl. House of Commons, frz. Chambre des Communes). Die Liberale Partei von Premierminister Pierre Trudeau blieb zwar stärkste Kraft, verfehlte aber die absolute Mehrheit.

## Die Wahl
Es war die zweite Wahl mit Trudeau an der Spitze der Liberalen Partei. Die „Trudeaumania“, die vier Jahre zuvor noch die Medien beherrscht hatte, war weitgehend abgeflaut. Die Lage der Wirtschaft war weniger positiv als in den letzten Jahren, zudem empfanden viele Anglokanadier die offizielle Zweisprachigkeit, also die Gleichstellung von Englisch und Französisch auf Bundesebene, als teure Geldverschwendung. Die Wahlkampagne der Liberalen wurde schlecht geführt. Gleichwohl konnten die oppositionellen Progressiv-Konservativen kaum davon profitieren, da deren Vorsitzender Robert Stanfield zwar als ehrlicher Politiker angesehen wurde, aber auch als ungeschickt galt.
In der Wahlnacht schien es noch so, als hätten die Progressiv-Konservativen 109 Sitze gewonnen und somit die Wahl knapp für sich entschieden. Nach Abschluss der Auszählung am darauf folgenden Tag stand jedoch fest, dass die Liberalen trotz Verlusten die Oberhand behalten hatten. Sie waren gezwungen, eine Minderheitsregierung zu bilden und waren im Unterhaus auf die Unterstützung der Neuen Demokratischen Partei angewiesen.
Die Wahlbeteiligung betrug 76,7 %.

## Ergebnisse

### Gesamtergebnis
| Partei | Partei                         | Vorsitzender     | Kandi- daten | Sitze 1968 | bei Auf- lösung | Sitze 1972 | +/−  | Stimmen   | Wähler- anteil | +/−        |
| ------ | ------------------------------ | ---------------- | ------------ | ---------- | --------------- | ---------- | ---- | --------- | -------------- | ---------- |
|        | Liberale Partei                | Pierre Trudeau   | 263          | 154        | 147             | 109        | − 45 | 3.717.804 | 38,42 %        | − 6,95 %   |
|        | Progressiv-konservative Partei | Robert Stanfield | 265          | 72         | 073             | 107        | + 35 | 3.388.980 | 35,02 %        | + 3,59 %   |
|        | Neue Demokratische Partei      | David Lewis      | 252          | 022        | 025             | 031        | + 09 | 1.725.719 | 17,83 %        | + 0,87 %   |
|        | Social Credit Party            | Réal Caouette    | 164          | 014        | 015             | 015        | + 01 | 730.759   | 7,55 %         | + 2,27 % 1 |
|        | Unabhängige 2                  |                  | 053          | 001        | 002             | 001        |      | 56.685    | 0,59 %         | + 0,14 %   |
|        | Nicht parteigebunden 3         |                  | 026          |            |                 | 001        | + 01 | 23.938    | 0,25 %         | + 0,25 %   |
|        | Parti Rhinocéros               | Cornelius I.     | 001          |            |                 |            |      | 1565      | 0,02 %         |            |
|        | Sonstige Parteien              |                  | 093          |            |                 |            |      | 32.013    | 0,33 %         |            |
|        | Liberal-Labour                 |                  |              |            |                 |            | − 01 |           |                |            |
|        | vakant                         |                  |              |            | 002             |            |      |           |                |            |
| Gesamt | Gesamt                         | Gesamt           | 1.117        | 264        | 264             | 264        |      | 9.677.463 | 100,0 %        |            |

Übersicht der Provinzen und Territorien

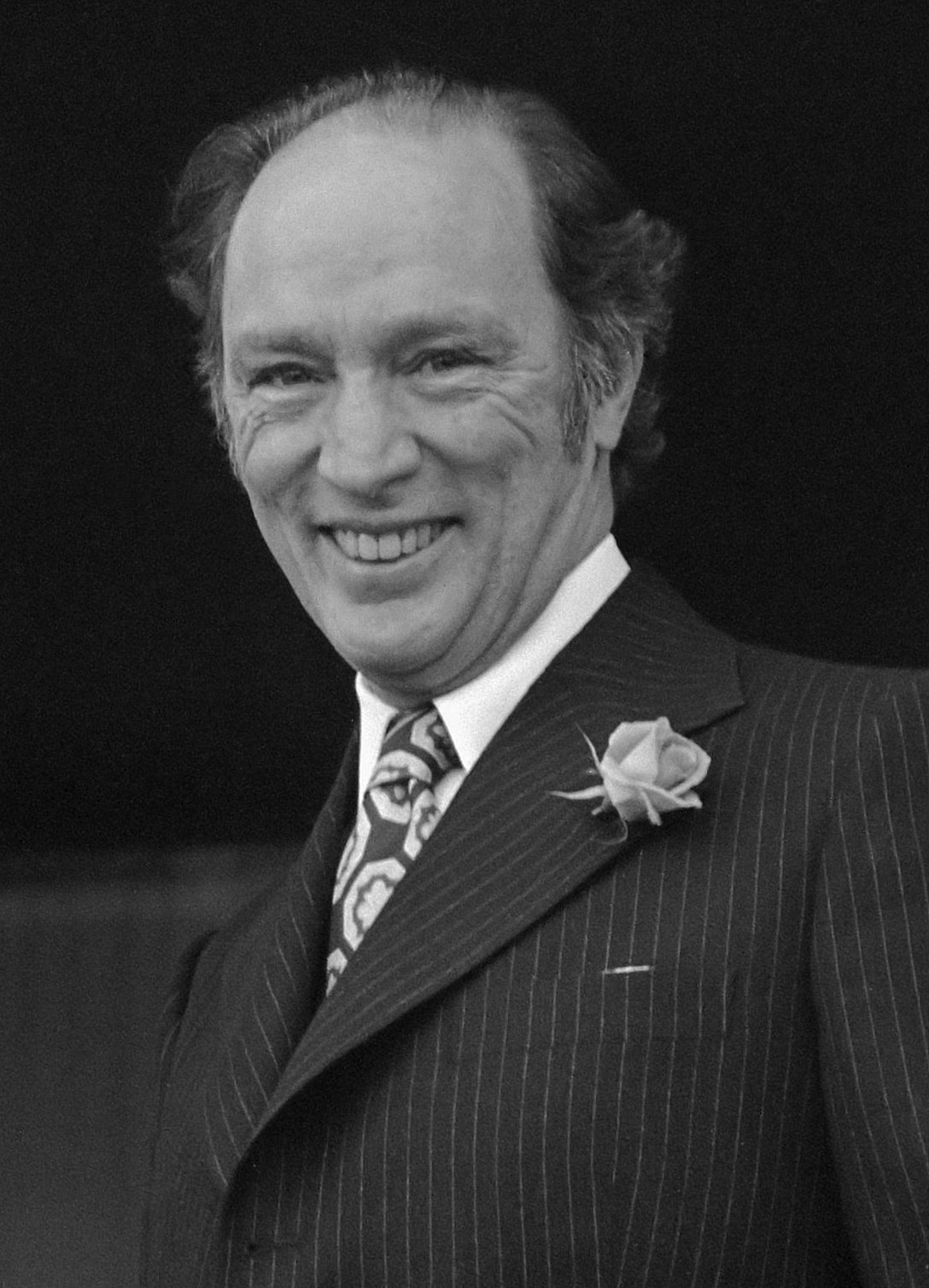
Pierre Trudeau

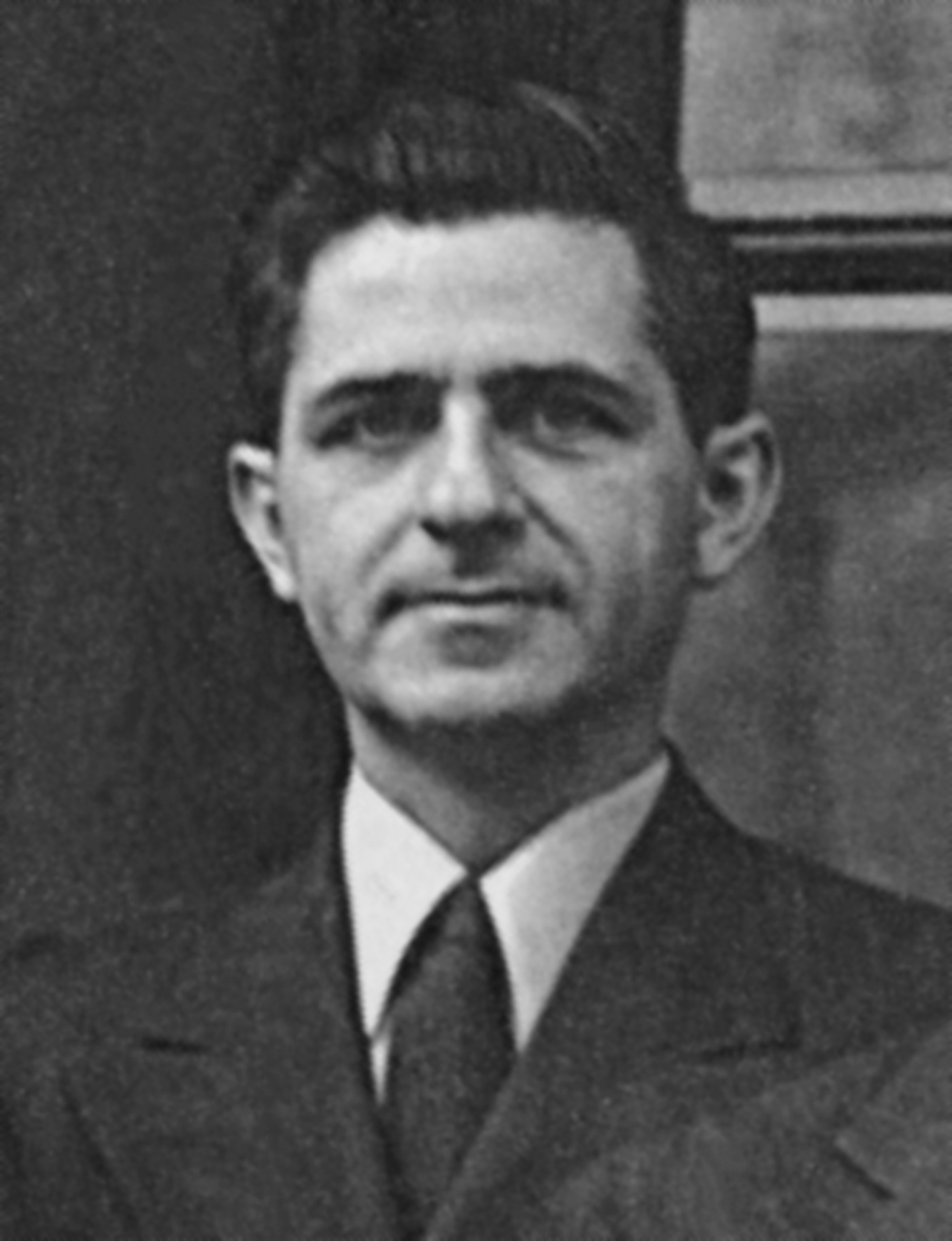
David Lewis

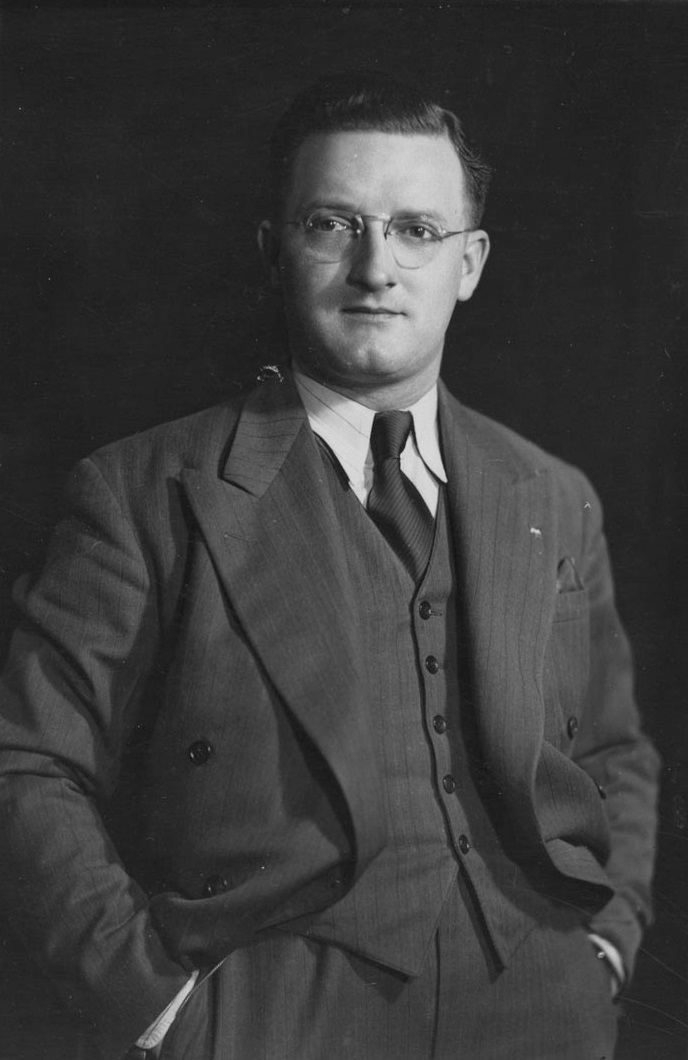
Réal Caouette

1 im Vergleich zum kumulierten Ergebnis von Social Credit Party und Ralliement créditiste bei der Wahl 1968

2 Roch La Salle, der 1968 als Progressiv-Konservativer gewählt worden war, trat als Unabhängiger an und wurde wiedergewählt.

3 Lucien Lamoureux war 1968 als Liberaler gewählt worden. Um die Unabhängigkeit seines Amtes als Speaker des Unterhauses zu wahren, trat er als nicht parteigebundener Kandidat an und wurde wiedergewählt.

### Ergebnis nach Provinzen und Territorien
| Partei      | Partei                         | Partei      | BC   | AB   | SK   | MB   | ON   | QC   | NB   | NS   | PE   | NL   | NW   | YK   | Gesamt |
| ----------- | ------------------------------ | ----------- | ---- | ---- | ---- | ---- | ---- | ---- | ---- | ---- | ---- | ---- | ---- | ---- | ------ |
|             | Liberale Partei                | Sitze       | 4    |      | 1    | 2    | 36   | 56   | 5    | 1    | 1    | 3    |      |      | 109    |
|             | Liberale Partei                | Anteil in % | 28,9 | 25,0 | 25,3 | 30,9 | 38,2 | 48,9 | 43,1 | 33,9 | 40,5 | 44,8 | 29,3 | 32,2 | 38,4   |
|             | Progressiv-konservative Partei | Sitze       | 8    | 19   | 7    | 8    | 40   | 2    | 5    | 10   | 3    | 4    |      | 1    | 107    |
|             | Progressiv-konservative Partei | Anteil in % | 33,0 | 57.6 | 36,9 | 41,6 | 39,1 | 17,4 | 46,8 | 53,4 | 51,9 | 49,0 | 30,9 | 53,0 | 35,0   |
|             | Neue Demokratische Partei      | Sitze       | 11   |      | 5    | 3    | 11   |      |      |      |      |      | 1    |      | 31     |
|             | Neue Demokratische Partei      | Anteil in % | 35,0 | 12,6 | 35,9 | 26,3 | 21,5 | 6,8  | 6,3  | 12,3 | 7,5  | 4,7  | 39,8 | 11,6 | 17,8   |
|             | Social Credit Party            | Sitze       |      |      |      |      |      | 15   |      |      |      |      |      |      | 15     |
|             | Social Credit Party            | Anteil in % | 2,6  | 4,5  | 1,8  | 0,7  | 0,4  | 24,3 | 3,2  | 0,3  | 0,1  | 0,2  |      |      | 7,6    |
|             | Unabhängige                    | Sitze       |      |      |      |      |      | 1    |      |      |      |      |      |      | 1      |
|             | Unabhängige                    | Anteil in % | 0,2  | <0,1 | <0,1 | 0,1  | 0,2  | 1,7  | 0,3  |      |      | 0,4  | 3,1  |      | 0,6    |
|             | Nicht parteigebunden           | Sitze       |      |      |      |      |      | 1    |      |      |      |      |      |      | 1      |
|             | Nicht parteigebunden           | Anteil in % | <0,1 | 0,1  | <0,1 | <0,1 | 0,5  | 0,2  | 0,3  |      | <0,1 |      |      |      | 0,2    |
|             | Parti Rhinocéros               | Anteil in % |      |      |      |      |      | 0,1  |      |      |      |      |      |      | <0,1   |
|             | Sonstige Parteien              | Anteil in % | 0,1  | 0,2  | 0,1  | 0,3  | 0,1  | 0,7  | 0,4  | 0,1  |      | 0,9  |      |      | 0,3    |
| Sitze total | Sitze total                    | Sitze total | 23   | 19   | 13   | 13   | 88   | 74   | 10   | 11   | 4    | 7    | 1    | 1    | 264    |